# Такуан
Такуан, Такуван (яп. 沢 庵) — популярна в Японії традиційна закуска. Готується з японської редьки дайкон. Подається як нарівні з іншими різновидами цукемоно в традиційній японській кухні, так і окремо в кінці трапези, оскільки вважається, що сприяє травленню.
Для приготування Такуану дайкон висушують на сонці протягом декількох тижнів до гнучкості. Потім протягом декількох місяців квасять під гнітом із сіллю, куди додаються рисові висівки, цукор, зелене листя дайкону, ламінарія, пекучий червоний перець та сушені пелюстки хурми. Готовий такуан набуває жовтого кольору.
Такуан також популярний у Південній Кореї, де називається танмуджі (кор. 단무지) і використовується в приготуванні кімбапу, як приправа до чаджанмену або будь-яких інших страв.